# Short, Oklahoma
Short är en ort i Sequoyah County i delstaten Oklahoma, USA.